# Вронський Василь Михайлович
Васи́ль Миха́йлович Вро́нський (1883, Ковель — 1952, Миколаївська область) — російський актор театру та кіно. До революції виступав у театрах багатьох міст Росії, в 1914—1919 роках — провідний актор і утримувач Російського театру в Одесі. У 1921 році знявся в кількох кінофільмах в Німеччині. У 1922—1941 роках постійно жив у Кишиневі (Румунія, з 1940 — СРСР), де грав у російському театрі «Колізей», а потім заснував власний театр. Під час румунської окупації Одеси (1941—1944) став головним режисером Російського театру, який стали називати «театром Вронського». У 1944 році заарештований агентами СМЕРШу і репресований, загинув у ГУЛАГу. Реабілітований у 1996 році.

## Біографія
Василь Михайлович Вронський народився у Ковелі в 1883 році. Батько — Михайло Григорович Вронський, діловод в жіночій гімназії; мати — Ванда Робертівна Вернер-Теодорович (Вронська). Крім Василя в родині було ще двоє дітей — Олександр (загинув на фронті в 1917 році) і Марія. Михайло Григорович помер близько 1890 року, і сім'я переїхала до Києва до родичів. Тут Василь закінчив гімназію і в 1903 році театрально-художнє училище.

### Початок творчого шляху (1903—1914)
У 1903 році Василь почав свою театральну кар'єру в антрепризі М. Бородая в Троїцькому народному домі (нині Київський національний академічний театр оперети). Перша роль його була — артільник в комедії Л. Толстого «Плоди освіти».
Потім Вронський з трупою переїхав до Полтави, а після — до Житомиру, де став набувати популярності завдяки опіці артиста Людвігова. До 1914 року актор подорожував по Росії, виступаючи в театрах Ростова, Новочеркаська, Таганрога, Самари, Пензи, Омська, Іркутська, Петербурга. У Петербурзі він працював в антрепризі В. Лін, в театрі В. Казанського, Малому театрі та театрі С. Ф. Сабурова («Пасаж»). Незабаром він працював у Сабурова в Москві.

### Одеса та Київ (1914—1919)
В середині 1914 року під час гастролей в Одесі Вронський вирішує залишитися в цьому місті і стає провідним актором Російського театру. Він був і співвласником театру, маючи в ньому 40 % паїв.
Навесні 1917 року Вронський і актор М. І. Собольщиков-Самарін відкрили театр революційної сатири «Вронсобсам». У цьому театрі висміювалися як реакціонери, так і фанатичні революціонери, в той же час, Вронський мав дружні зв'язки з місцевими лідерами есерів і більшовиків. В цей період Вронський часто приїжджав на гастролі до Києва.
У 1916 році Київ відвідав одеський театр «Фарс» — фарсова група Російського театру — на чолі з М. І. Черновим. Провідними акторами «Фарсу» були В. Вронський і його дружина М. С. Стосіна. Бенефіс Вронського в Києві (комедія «Аромат гріха» С. Ф. Сабурова) мав великий успіх і був повторений, бенефіс Стосіної (фарс «У ніг вакханки») був таким же успішним. Частина виступів Вронського проходила в Київському літературно-артистичному клубі (КЛАК) на вулиці Миколаївській (нині вулиця Архітектора Городецького).
Другий раз гастролі театру «Фарс» в Києві відбулися в квітні — травні 1918 року, спектаклі ставилися на сцені Оперного театру. 28 травня Вронський став співрежисером і провідним актором київського театру легкої комедії і оперети «Пел-Мел» і працював у цьому театрі до кінця серпня. Напарницями Вронського були актриси Л. С. Самборська (згодом — заслужений діяч мистецтв РРФСР) і Е. Н. Астрова. Гра артистів незмінно отримувала позитивні рецензії критиків та відгуки преси. Одночасно Василь Михайлович продовжував виступати в Літературно-артистичному клубі, де його партнерами були комік В. Я. Хенкин, актор театру «Соловцов» Ю. Яковлєв, режисер і актор М. М. Бонч-Томашевський. Артиста обрали кандидатом у члени директорату КЛАК, його запрошували на постійну посаду в театрі оперети і в театрі «Пел-Мел», але у вересні він став членом трупи «Соловцова». Одночасно в цей театр прийшла актриса і співачка Т. І. Дуван, що грала з Вронським в п'єсах «Горе от ума» Грибоєдова, «Плоди освіти» Л. Толстого, «Дядечків сон» Достоєвського та інших. У жовтні в театрі відбулися два вечори за участю В. Вронського і А. Аверченко. Театрознавець і журналіст В. А. Чаговець назвав їх зустріччю «короля сміху» і «короля веселощів». Вронський і раніше блискуче втілював на сцені п'єси Аверченко, наприклад, одноактну виставу «Старики».
У листопаді 1918 року в Одесі померла актриса М. С. Стосіна і Вронський поїхав на похорон. 24 січня 1919 року він повернувся до Києва і незабаром одружився з Тамарою Дуван. Потім до кінця 1919 року жив в Одесі, знову був антрепренером Російського театру.

### Початок еміграції (1920—1921)
У грудні 1919 року В. Вронський уклав контракт з німецькою кінофірмою Dekla-Film і виїхав на зйомки до Берліна. До Німеччини довелося йому діставатися пароплавом через Стамбул, а потім через Болгарію, Сербію і Австрію. Близько 15 місяців він працював на берлінській кіностудії, знявся у ряді фільмів, у тому числі за «Ідіотом» Достоєвського і за пушкінським «Дубровським». В деяких картинах з ним грала його дружина Тамара Дуван. Після закінчення зйомок Вронський звернувся в радянське торгпредство за дозволом повернутися, але йому було відмовлено. Представник попередив, що його можуть «повісити на першій російській станції» і порадив «дочекатися закінчення революції». З Берліна актор переїхав до Софії, де близько півроку грав у російських театрах. У грудні 1921 року Вронський отримав запрошення від антрепренера Біскера приїхати на гастролі до Кишинева.

### Кишинів (1922—1941)
З січня 1922 року Вронський — актор кишинівського російського драматичного театру «Колізей». Скоро артист стає популярним і тут, і на початку 1930-х років організує пересувний російський театр, який виступав у різних містах Бессарабії, також був головним режисером постійного Російського театру в Кишиневі.
У 1930 році Тамара Дуван, якої не подобалося грати в провінційних театрах, втекла до Парижа з бессарабським поміщиком Богасовим. Вронський вирушив за нею, намагаючись повернути, але безрезультатно. У 1936 році він одружився з румунською підданою Оленою Дорізо.
У 1936 році влада Румунії активно проводили румунізацію Бессарабії. Вронський в цей час працював режисером-освітлювачем у гастролюючої радянської балетної трупи. Деякі артисти були викриті в шпигунстві, і Вронського допитували у сигуранці, після чого влада заборонила ставити російські п'єси і кишинівський Російський театр був закритий. Вронський прийняв румунське підданство, але не знав мови, тому відмовився від пропозиції стати режисером румунського театру Лівеску. До 1940 року йому довелося працювати ваговщиком на зерновому ринку станції Березино Аккерманського повіту.
У перші тижні після приєднання Бессарабії до СРСР Вронський був обраний головою Березинської сільради, і працював на цій посаді близько двох місяців. Потім Управління культури Молдавської РСР призначило його артистом вищої категорії в Державний російський драматичний театр, що був переведений радянськими властями з Тирасполя до Кишинева. Вронського викликали на допит в НКВС, але не знайшли за ним будь-яких злочинів, і 11 червня 1941 року він отримав радянське громадянство.

### В окупованій Одесі (1941—1944)
Після початку Німецько-радянської війни, під час евакуації кишинівського театру, Вронський спеціально відстав від ешелону і відправився зі своєю сім'єю до Одеси. Тут вони зупинилися у родича О. Дорізо професора Павловича, в провулку Сеченова № 7. Через кілька днів будинок був зруйнований при бомбардуванні, загинула дружина професора. Після цього Вронські оселилися в будиночках піонерського табору на Великому Фонтані.
У серпні 1941 року, під час блокади Одеси (13 серпня — 16 жовтня), Василь Михайлович працював читцем в радіокомітеті і завідував драматичним відділом Управління мистецтв при Одеській обласній раді. Він організовував «летючі концерти» у військових частинах, артисти цих концертних груп виїжджали на фронт на трамваї. 10 вересня Вронського підвозив на машині якийсь командир. Артист необачно повідомив йому, що жив в Румунії. Відразу ж Вронського було заарештовано, у його будиночку на Великому Фонтані зробили обшук, але нічого підозрілого не виявили. Попри це, слідчий Каруцький висунув безліч звинувачень, в тому числі звинувачення в шпигунстві на користь Німеччини та Румунії. Радянські війська 16 жовтня залишили Одесу, в'язнів не встигли евакуювати і вони звільнилися. Слідство у справі Вронського, однак, не було закрито.
На початку окупації Вронські бідували. Олена Дорізо померла в листопаді від туберкульозу, і Василю Михайловичу доводилося продавати одяг, щоб вижити з двома дітьми — трирічною Тетяною та семирічною названою донькою Наташею. Потім Василь Михайлович прописався в префектурі як румунський підданий і влаштувався в залізничній крамничці, де працював до березня 1942 року.
З грудня 1941 року в окупованій Румунією Одесі почали відкриватися театри. Генеральний примар (міський голова) Одеси Г. Пинтя і примар сектора (заступник голови) К. Відрашку виявилися знайомими Вронського ще по Кишиневу, і Василь Михайлович використав свої зв'язки щоб спробувати повернути собі у власність Російський театр, головним пайовиком якого він був у 1914—1919 роках. Будинок Вронського відвідували й інші представники румунської влади Одеси — примар Заєвлошин, директор залізниць Кіоряну, адвокат Думетреску. На зустрічах з ними Василь Михайлович прагнув привернути їх до міста, переконував відмовитися від політики терору і насильства.
Влада дозволили взяти в оренду напівзруйновану будівлю театру. Був знайдений будівельник-підрядник Нікулін, який дав і перші грошові внески під майбутню частку від доходів театру. Орендна плата примарії становила 20 % від зборів. У червні 1942 року (за іншими даними 16 квітня) Російський театр драми і комедії Василя Вронського відкрився постановкою «Ревізора» Гоголя. Потім до репертуару увійшли класичні твори — Шекспіра, Чехова, Островського. Тільки з червня 1942 по березень 1943 року поставлено більше 120 п'єс, майже кожного тижня по середах давалися прем'єри. Оперний театр, відновлений під час окупації співаком М. П. Савченко і театр Вронського стали головними культурними центрами міста. У Вронського працювали 40-55 чоловік, провідними артистами були Домбровський, Фалєєв, Єланський, Савельєв, Савченко-Зорін, Іванов, Верецький, Снину.
В цей період Вронський одружився вчетверте — з Оленою Трієвою.
Василя Михайловича називають цілком аполітичним, він ніколи не вступав до будь-яких партії і не був прихильником будь-яких ідеологій. В трансністрійській Одесі, однак, він став викривати радянську пропаганду, у 1942-43 роках написав ряд статей для журналу «Колокол», газети «Одесские новости» і «Одесской газеты», в яких називав окупацію «позбавленням від влади диявола». У 1942 році на вимогу відділу румунської пропаганди Російський театр поставив п'єсу П. Першина «Божий одуванчик», яка розповідає про злочини комуністів. Вронський грав у ній роль слідчого. У той же час, одержавши розпорядження звільнити з театру колишніх комсомольців, Василь Михайлович звернувся з клопотанням про їх залишення та поручився за всіх працівників театру. Дванадцять комсомольців зареєструвалися в поліції, але більше не переслідувалися владою. Вронський ненадовго був заарештований румунської поліцією за те, що прийняв на роботу і переховував двох євреїв, які все ж були схоплені.
У березні 1944 року, при наближенні до Одеси радянських військ, влада Німеччини планувала евакуювати театр Вронського і відправити його на культурне обслуговування армії Власова. Вронський саботував це рішення, в результаті працівники театру не були вивезені в Німеччину, майно також залишилося в театрі. 20 березня Вронський виїхав до Румунії, залишивши театр на адміністративного директора.

### Арешт і загибель
Шостого жовтня 1944 Вронського було заарештовано агентами відділу СМЕРШ 5-ї Повітряної армії в містечку Ліблінг на заході Румунії. Його було доставлено до Одеси і звинувачено у співпраці з румунською розвідкою й у антирадянській агітації (справа № 2494).
Ще при першому арешті в 1941 році Вронського звинувачували, зокрема, у співробітництві з врангелівською контррозвідкою та видачу комуністів і революціонерів в Одесі у 1917—1919 роках. Це було абсурдне звинувачення, оскільки Врангель не мав влади в Одесі, а керівником Білого руху став лише навесні 1920 року. Восени 1919 року Вронський дійсно допитувався білою контррозвідкою у зв'язку з арештом помічника режисера Одеського російського театру більшовика Гришина. Вронський добре знав Гришина, але на допиті заявив, що йому нічого не відомо про політичну приналежність приятеля, і Гришин незабаром був звільнений. Серед інших абсурдних звинувачень фігурував шлюб артиста з О. Дорізо, який був розцінений чекістами як «угода з сигуранцею».
Слідству не вдалося знайти жодних доказів співробітництва Вронського з румунськими генералами розвідки і контрразвідкі Абрамеску та Балатеску, співробітництва з німецькою поліцією. Однак Вронський був змушений погодитися з обвинуваченнями в антирадянській агітації. Засуджений 2 березня 1945 військовим трибуналом НКВС на 10 років виправно-трудових таборів. У 1947 році в'язень намагався оскаржити вирок, але безрезультатно.
Помер Василь Михайлович Вронський в лютому 1952 року в Миколаївській області, у сільськогосподарській виправно-трудової колонії № 12. Похований в загальній могилі, місце поховання невідоме.
У 1996 році реабілітований у зв'язку з відсутністю в справі доказів злочину.

## Фільмографія
- «Weib und Palette» (1921, Німеччина) — барон Нордек
- «Das Spiel mit dem Feuer» («Гра з вогнем», 1921, Німеччина)
- «Dubrowsky, der Räuber Ataman» («Дубровський, отаман розбійників», 1921, Німеччина, за романом О. С. Пушкіна)
- «Irrende Seelen» (1921, Німеччина, за романом Ф. М. Достоєвського «Ідіот») — Тоцький
- «Der Mord in der Greenstreet» («Вбивство на Зеленій вулиці», 1921, Німеччина)
- «Der falsche Dimitri» («Лжедмитрій», 1922, Німеччина) — Мстиславський